# Filosofin genom tiderna: Antiken Medeltiden Renässansen
Filosofin genom tiderna: Antiken Medeltiden Renässansen är en del i bokserien "filosofin genom tiderna", som behandlar filosofer från antiken till renässansen. Bland annat finns Epikuros brev till Herodotos översatt till svenska.

## Personer som behandlas
- Herakleitos
- Parmenides
- Zenon[förtydliga]
- Anaxagoras
- Demokritos
- Sokrates
- Platon
- Aristoteles
- Stoikerna
- Krysippos
- Cicero
- Epikuros
- Sextos Empeirikos
- Plotinos
- Augustinus
- Anselm av Canterbury
- Thomas av Aquino
- William Ockham
- Nicolaus Cusanus
- Giordano Bruno
- Francis Bacon